# Задача Куратовского
Задача Куратовского — классическое упражнение в общей топологии, основанное на результате Казимира Куратовского.

## Формулировки

### Оригинальная
Найти максимальное число различных множеств, которые можно получить из одного применяя только операции замыкания и дополнения.

### Вариация
Найти максимальное число различных множеств, которые можно получить из одного применяя только операции замыкания и внутренности.

## Решение
Ответы в задачах соответственно 14 и 7.
В обоих формулировках, максимальное число подмножеств достигается для следующего подмножества вещественной прямой с обычной топологией:
{\displaystyle (0,1)\cup (1,2)\cup \{3\}\cup {\bigl (}[4,5]\cap \mathbb {Q} {\bigr )},}
Для второй формулировки, максимальность следует из соотношений на замыкание {\displaystyle c} и внутренность {\displaystyle i}
{\displaystyle cc(S)=c(S),}
{\displaystyle ii(S)=i(S),}
{\displaystyle icic(S)=ic(S),}
{\displaystyle cici(S)=ci(S).}
Последние два тождества легко следуют из первых двух и следующих двух соотношений:
если {\displaystyle A\subset B}, то {\displaystyle c(A)\subset c(B)} и {\displaystyle i(A)\subset i(B)}.
Поскольку {\displaystyle i(S)^{\complement }=c(S^{\complement })}, то есть дополнение внутренности равно замыканию дополнения, максимальность в обоих формулировках эквивалентна.

## Рекомендации
1. ↑  Kazimierz Kuratowski. Sur l'operation A de l'Analysis Situs (англ.) // Fundamenta Mathematicae : journal. — Polish Academy of Sciences, 1922. — Vol. 3. — P. 182—199. — ISSN 0016-2736. Архивировано 20 июля 2018 года.